# Satz von Zeckendorf
Der nach Edouard Zeckendorf benannte Satz von Zeckendorf (auch: Zeckendorf-Theorem) besagt, dass jede natürliche Zahl {\displaystyle n>0} eindeutig als Summe voneinander verschiedener, nicht direkt aufeinanderfolgender Fibonacci-Zahlen {\displaystyle f_{i}} mit Indizes {\displaystyle i\geq 2} geschrieben werden kann.
Das heißt, es gibt für jedes {\displaystyle n\in \mathbb {N} } eine eindeutige Darstellung der Form
{\displaystyle n=\sum _{i=2}^{k}c_{i}f_{i}}
mit {\displaystyle c_{i}\in \{0,1\}} und {\displaystyle c_{i}c_{i+1}=0} für alle {\displaystyle i}.
Die entstehende Folge {\displaystyle \left(c_{i}\right)_{i\in 1+\mathbb {N} }} von Nullen und Einsen wird Zeckendorf-Sequenz (auch: Zeckendorf-Darstellung) genannt.

## Historische Anmerkung
Während das Theorem nach Zeckendorf, einem Autor, der es im Jahr 1972 publizierte, (eponymisch) benannt ist, ist genau dieses Ergebnis 20 Jahre früher von Gerrit Lekkerkerker veröffentlicht worden.
Demnach ist der Satz von Zeckendorf ein Beispiel für Stiglers Gesetz der Eponyme.

## Herleitung

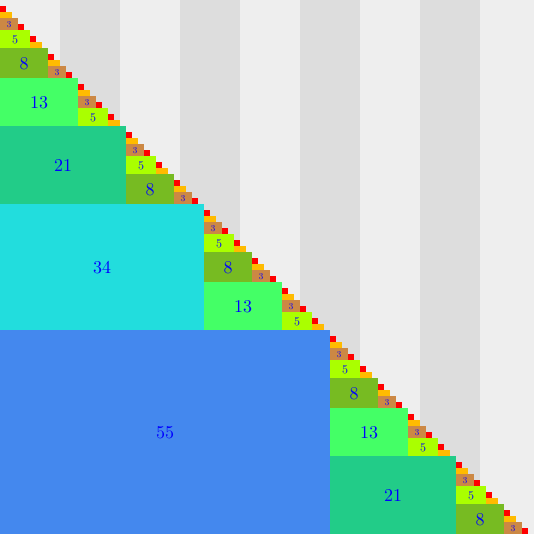
Die Segmentierung einer waagrechten Schicht der Höhe 1 entspricht der Zeckendorf-Darstellung einer natürlichen Zahl < 89.
Die Breite (blau in der Mitte) eines Rechtecks ist eine Fibonacci-Zahl, und seine Höhe.
Rechtecke gleicher Farbe sind kongruent.

In der Grafik ist die 45°-schräge Diagonale eine gerasterte Treppe nach rechts unten.
Das ganzzahlige Raster sei nach unten als Ordinate, nach rechts als Abszisse aufgefasst.
Folgende Feststellungen lassen sich entnehmen:
| (1) | Jede natürliche Zahl kommt als Ordinate vor – und damit auch als Abszisse. |
| (2) | Die verschiedenfarbigen Rechtecke zerteilen eine durch eine Ordinate spezifizierte waagrechte Schicht der Höhe 1 von links nach rechts in Segmente strikt abnehmender Breite, jede Breite eine Fibonacci-Zahl. |
Diese Eigenschaften gelten ersichtlich für den Induktionsanfang der   Breite=Höhe={\displaystyle 1}. Wir beginnen die Induktion links oben in der Spitze des Dreiecks. Alle Dreiecke sind gleichschenklig-rechtwinklig.
Induktionsannahme: Die Zeckendorf-Darstellung ist für alle Dreiecke bis einschließlich des Formats   Abszisse=Ordinate={\displaystyle f_{i}\!\!-\!\!1} möglich.
Im Induktionsschritt wird unterhalb dieses Dreiecks ein Rechteck des (um 1 breiteren) Formats   Breite={\displaystyle f_{i}\;\times }  Höhe={\displaystyle f_{i-1}}   angefügt, an welches rechts mit bündiger Grundseite ein gleichschenklig-rechtwinkliges Dreieck des Formats   Breite=Höhe={\displaystyle f_{i-1}\!\!-\!\!1} gefügt wird, und zwar eine Kopie der bisherigen Spitze.
Die Gesamtbreite ist nach den Anfügungen {\displaystyle f_{i}+(f_{i-1}\!\!-\!\!1)=f_{i+1}\!\!-\!\!1.}
Zusammen mit dem Dreieck der Induktionsannahme ergibt sich ein Dreieck der Höhe={\displaystyle (f_{i}\!\!-\!\!1)+f_{i-1}=f_{i+1}\!\!-\!\!1}, die – wie erwartet – mit der Breite übereinstimmt.
Die beiden oben gemachten Feststellungen gelten nach den Anfügungen genauso wie vorher.
Aus der ersten (1) folgt das Auftreten jeder natürlichen Zahl als Ordinate – zunächst induktiv für die beim Induktionsschritt hinzukommenden natürlichen Zahlen im Intervall {\displaystyle [f_{i},f_{i+1}\!\!-\!\!1],} dann zusammen mit der Induktionsannahme für jede natürliche Zahl {\displaystyle \leq f_{i+1}\!\!-\!\!1.}
Aus der zweiten (2) folgt, dass die Breiten der Rechtecke, die rechts an einem großen Rechteck anliegen, Fibonacci-Zahlen sind und diese stets echt kleiner sind als die Höhe des großen Rechtecks. D. h., jedes Rechteck ist echt schmaler, als das Rechteck zu seiner Linken hoch ist. Das hat zur Folge, dass die Breiten als Fibonacci-Zahlen nach rechts um mindestens zwei Indexstufen abnehmen. Die Segmentierung ist somit eine Zeckendorf-Darstellung.
Das folgende Lemma garantiert die Eindeutigkeit der Darstellung:
Die Summe einer nicht-leeren Menge verschiedener und nicht aufeinander folgender Fibonacci-Zahlen, deren größte {\displaystyle f_{i}} ist, ist echt kleiner als die nächstgrößere Fibonacci-Zahl {\displaystyle f_{i+1}.}

## Fibonacci-Kode
Da bei der Zeckendorf-Sequenz aufeinanderfolgende Fibonacci-Zahlen ausgeschlossen sind, können keine zwei Einsen in einer Zeckendorf-Sequenz unmittelbar hintereinander stehen.
Der Fibonacci-Kode entsteht aus der Zeckendorf-Sequenz, die rechts mit einer höchstwertigen Eins (1) endet, durch Anhängen einer weiteren 1 (ohne Stellenwert). Die Doppeleins 11 spielt die Rolle des Kommas, das die (aus natürlichen Zahlen bestehenden) Kodewörter in einer variabel langen Kodierung voneinander trennt.
Der Fibonacci-Kode steht damit in direkter Konkurrenz zum binär kodierten ternären Komma-Kode, bei dem ein „Trit“ durch zwei Bits (00=: 0, 10=: 1 und 01=: 2 ) dargestellt wird und die Doppeleins 11 die Rolle des Kommas spielt.
Bei einer angenommenen geometrischen Verteilung {\displaystyle 1/n^{q}} der natürlichen Zahlen {\displaystyle n\in \mathbb {N} } ist beim Fibonacci-Kode
{\displaystyle q_{\mathrm {fib} }=\log _{\Phi }(2)=1/\log _{2}(\Phi )\approx 1{,}440}
(mit {\displaystyle \Phi ={\frac {1+{\sqrt {5}}}{2}}\approx 1{,}618} als dem Goldenen Schnitt) und beim ternären Komma-Kode
{\displaystyle q_{\mathrm {tek} }=\log _{3}(4)\approx 1{,}262} .
Der letztere ist also asymptotisch etwas kürzer, aber bei den sehr kleinen und meistens häufigeren Zahlen etwas länger.
Für kleine natürliche Zahlen {\displaystyle n} sind in der Tabelle die beiden Kodes gegenübergestellt, jeweils mit Angabe ihrer Länge {\displaystyle l(n)} in Bits.
Aus dieser Länge errechnet sich eine Wahrscheinlichkeitsverteilung, die sog. implizierte (engl. implied probability distribution), {\displaystyle p(n)=2^{-l(n)}}, für die der Kode nahezu optimal ist.
Beide Kodes beginnen links mit dem niedrigstwertigen Bit, sind also little-endian notiert. (In diesem Artikel beginnt die Indizierung des Fibonacci-Kodes mit 1, wogegen der Ternär-Kode wie bei Stellenwertsystemen üblich mit dem Index (und Exponenten) 0 starten soll. Die Fibonacci-Zahlen, um die es hier geht, beginnen mit {\displaystyle f_{2}=1,f_{3}=2,} so dass die Fibonacci-Zahl {\displaystyle f_{2}=1} in der Zeckendorf-Sequenz mit der linkesten Stelle (am Index 1) korrespondiert.)
| {\displaystyle n} | Zeckendorf-Darstellung | Zeckendorf-Darstellung                                     | Fibonacci-Kode         | {\displaystyle l_{\mathrm {fib} }} | ternär mit Komma                            | {\displaystyle l_{\mathrm {tek} }} |
| ----------------- | ---------------------- | ---------------------------------------------------------- | ---------------------- | ---------------------------------- | ------------------------------------------- | ---------------------------------- |
| 1                 | = 1                    | = {\displaystyle f_{1+1}}                                  | 1                      | 2                                  | 1011                                        | 4                                  |
| 2                 | = 2                    | = {\displaystyle f_{1+2}}                                  | 011                    | 3                                  | 0111                                        | 4                                  |
| 3                 | = 3                    | = {\displaystyle f_{1+3}}                                  | 0011                   | 4                                  | 001011                                      | 6                                  |
| 4                 | = 1+3                  | = {\displaystyle f_{1+1}+f_{1+3}}                          | 1011                   | 4                                  | 101011                                      | 6                                  |
| 5                 | = 5                    | = {\displaystyle f_{1+4}}                                  | 00011                  | 5                                  | 011011                                      | 6                                  |
| 6                 | = 1+5                  | = {\displaystyle f_{1+1}+f_{1+4}}                          | 10011                  | 5                                  | 000111                                      | 6                                  |
| 7                 | = 2+5                  | = {\displaystyle f_{1+2}+f_{1+4}}                          | 01011                  | 5                                  | 100111                                      | 6                                  |
| 8                 | = 8                    | = {\displaystyle f_{1+5}}                                  | 000011                 | 6                                  | 010111                                      | 6                                  |
| 9                 | = 1+8                  | = {\displaystyle f_{1+1}+f_{1+5}}                          | 100011                 | 6                                  | 00001011                                    | 8                                  |
| 10                | = 2+8                  | = {\displaystyle f_{1+2}+f_{1+5}}                          | 010011                 | 6                                  | 10001011                                    | 8                                  |
| 11                | = 3+8                  | = {\displaystyle f_{1+3}+f_{1+5}}                          | 001011                 | 6                                  | 01001011                                    | 8                                  |
| 12                | = 1+3+8                | = {\displaystyle f_{1+1}+f_{1+3}} {\displaystyle +f_{1+5}} | 101011                 | 6                                  | 10001011                                    | 8                                  |
| 13                | = 13                   | = {\displaystyle f_{1+6}}                                  | 0000011                | 7                                  | 10101011                                    | 8                                  |
| 89                |                        | = {\displaystyle f_{1+10}}                                 | 00000000011            | 11                                 | 010100001011                                | 12                                 |
| 832040            |                        | = {\displaystyle f_{1+29}}                                 | 000000000000 000011    | 30                                 | 010100000010 100100000110 1011              | 28                                 |
| 1134903170        |                        | = {\displaystyle f_{1+44}}                                 | 000000000000 000000011 | 45                                 | 010001001010 100000011010 010000100101 0111 | 40                                 |
Auf diese Weise wird beispielsweise die aus 4 Kodewörtern
| bestehende Zahlenfolge         | 1, 3, 7, 12              |
| im Fibonacci-Kode als          | 1001101011101011         |
| und im ternären Komma-Kode als | 101100101110011110001011 |

dargestellt, wobei nur um der leichteren Trennung der Kodewörter willen die Kommata in kleinerer Schrift gesetzt sind.
Um eine natürliche Zahl {\displaystyle N} im Fibonacci-Kode darzustellen, geht man folgendermaßen vor:
1. Finde die größte Fibonacci-Zahl {\displaystyle f_{i}\leq N} und bilde die Differenz {\displaystyle N^{\prime }:=N-f_{i}.}[5]
2. Bilde eine Bitsequenz bestehend aus {\displaystyle i\!-\!1} Nullen und hänge rechts eine Eins dran. Gehe zu Schritt 4.
3. Finde die größte Fibonacci-Zahl {\displaystyle f_{i}\leq N} und bilde die Differenz {\displaystyle N^{\prime }:=N-f_{i}.}
4. Schreibe an die {\displaystyle (i\!-\!1)}-te Stelle in der Bitsequenz eine Eins (dabei ist die erste Stelle der Bitsequenz ganz links und hat den Index 1).
5. Ist {\displaystyle N^{\prime }>0,} fahre mit Schritt 3 und {\displaystyle N:=N^{\prime }} fort. Andernfalls ist man fertig.

Um einen Fibonacci-Kode zu dekodieren, sucht man weiter rechts die nächste Doppeleins (das Komma) und entfernt davon die (direkt darauf folgende) zweite Eins, hinter der das nächste Kodewort beginnt (es kann mit einer dritten Eins beginnen).
Übrig bleibt die Zeckendorf-Sequenz der kodierten Zahl.
Deren Wert ist die Summe der Fibonacci-Zahlen 1, 2, 3, 5, 8, 13 …, an deren Index in der Zeckendorf-Sequenz sich eine Eins befindet.
Somit ist eine Nachricht eindeutig in ihre Kodewörter zerlegbar und der Fibonacci-Kode ein Präfixkode.
Darüber hinaus ist er ein sog. universeller Präfixkode, weil er natürliche Zahlen kodiert und der Erwartungswert der Länge des Kodewortes monoton mit der Größe der kodierten Zahl fällt.

## Fibonacci-Multiplikation
Aus den Zeckendorf-Darstellungen
{\displaystyle m=:\sum _{i=1}^{k}f_{c_{i}}}   mit   {\displaystyle k\geq 0}   und   {\displaystyle 0\ll c_{1}\ll c_{2}\ll \dotsc \ll c_{k}}
und
{\displaystyle n=:\sum _{j=1}^{l}f_{d_{j}}}   mit   {\displaystyle l\geq 0}   und   {\displaystyle 0\ll d_{1}\ll d_{2}\ll \dotsc \ll d_{l}}
zweier natürlicher Zahlen {\displaystyle m,n,} wobei die Relation {\displaystyle c\ll d} der Kürze halber für {\displaystyle c\leq d-2} stehen soll, lässt sich das Fibonacci-Produkt (bei Knuth circle multiplication, deutsch etwa Kringel-Produkt)
{\displaystyle m\circ n:=\sum _{i=1}^{k}\sum _{j=1}^{l}f_{c_{i}+d_{j}}}
von {\displaystyle m} und {\displaystyle n} bilden.
Beispielsweise ist {\displaystyle f_{3}} die Zeckendorf-Darstellung von 2 und {\displaystyle f_{4}\!+\!f_{2}} die von 4.
Somit ist {\displaystyle 2\circ 4=f_{3+4}+f_{3+2}=13+5=18.}
Für reine Fibonacci-Zahlen ist
{\displaystyle f_{c}\circ f_{d}=f_{c+d}}
und anhand der Näherungsformel für große Indizes
{\displaystyle f_{c}\circ f_{d}=\left[{\frac {\Phi ^{c}}{\sqrt {5}}}\right]\circ \left[{\frac {\Phi ^{d}}{\sqrt {5}}}\right]=f_{c+d}=\left[{\frac {\Phi ^{c+d}}{\sqrt {5}}}\right]\approx {\sqrt {5}}\cdot f_{c}\cdot f_{d},}
woraus sich für große {\displaystyle m,n} die Abschätzung {\displaystyle m\circ n\approx {\sqrt {5}}\,mn\approx 2{,}236\,mn} ableitet.
Es ist aber {\displaystyle 1\circ n} näher beim höheren {\displaystyle \Phi ^{2}n\approx 2{,}618\,n} und {\displaystyle 2\circ n} näher beim niedrigeren {\displaystyle \Phi ^{3}n\approx 2{,}118\,(2n).}
| 1  | 11      | 3  | 5  | 8  | 11  | 13  | 16  | 18  | 21  | 24  | 26  | 29  | 32  | 34  |
| 2  | 011     | 5  | 8  | 13 | 18  | 21  | 26  | 29  | 34  | 39  | 42  | 47  | 52  | 55  |
| 3  | 0011    | 8  | 13 | 21 | 29  | 34  | 42  | 47  | 55  | 63  | 68  | 76  | 84  | 89  |
| 4  | 1011    | 11 | 18 | 29 | 40  | 47  | 58  | 65  | 76  | 87  | 94  | 105 | 116 | 123 |
| 5  | 00011   | 13 | 21 | 34 | 47  | 55  | 68  | 76  | 89  | 102 | 110 | 123 | 136 | 144 |
| 6  | 10011   | 16 | 26 | 42 | 58  | 68  | 84  | 94  | 110 | 126 | 136 | 152 | 168 | 178 |
| 7  | 01011   | 18 | 29 | 47 | 65  | 76  | 94  | 105 | 123 | 141 | 152 | 170 | 188 | 199 |
| 8  | 000011  | 21 | 34 | 55 | 76  | 89  | 110 | 123 | 144 | 165 | 178 | 199 | 220 | 233 |
| 9  | 100011  | 24 | 39 | 63 | 87  | 102 | 126 | 141 | 165 | 189 | 204 | 228 | 252 | 267 |
| 10 | 010011  | 26 | 42 | 68 | 94  | 110 | 136 | 152 | 178 | 204 | 220 | 246 | 272 | 288 |
| 11 | 001011  | 29 | 47 | 76 | 105 | 123 | 152 | 170 | 199 | 228 | 246 | 275 | 304 | 322 |
| 12 | 101011  | 32 | 52 | 84 | 116 | 136 | 168 | 188 | 220 | 252 | 272 | 304 | 336 | 356 |
| 13 | 0000011 | 34 | 55 | 89 | 123 | 144 | 178 | 199 | 233 | 267 | 288 | 322 | 356 | 377 |
† Fibonacci-Zahlen kursiv gesetzt
Eine einfache Umordnung der Doppelsumme erweist die Fibonacci-Multiplikation als kommutativ.
Knuth hat 1988 gezeigt,
dass auch das Assoziativgesetz exakt gilt – und nicht nur asymptotisch oder näherungsweise.
Im Unterschied zur algebraischen Struktur {\displaystyle \mathbb {N} ,} die als {\displaystyle (\mathbb {N} ,\cdot ,1)} ein Monoid ist, hat {\displaystyle (\mathbb {N} ,\circ )} kein neutrales Element, ist also nur eine (kommutative) Halbgruppe. Außerdem distributiert {\displaystyle \circ } nicht über die Addition {\displaystyle +}, denn es ist bspw.
{\displaystyle (1+1)\circ 1=2\circ 1=5\quad \neq \quad 6=3+3=(1\circ 1)+(1\circ 1).}
Die Zeckendorf-Sequenz von {\displaystyle 0\in \mathbb {N} _{0}} ist die leere, so dass auch jedes Produkt {\displaystyle 0\circ n} die leere Summe ist. Somit ist {\displaystyle 0} annihilierendes Element in der Halbgruppe {\displaystyle (\mathbb {N} _{0},\circ ).}

## negaFibonacci-Darstellung
Allgemeiner als das Zeckendorf-Theorem ist die verwandte Aussage, dass sich jede ganze Zahl {\displaystyle z\in \mathbb {Z} } eindeutig als (möglicherweise leere) Summe verschiedener, nicht direkt aufeinanderfolgender negaFibonacci-Zahlen ({\displaystyle f_{-i}} mit {\displaystyle i\geq 1}) darstellen lässt:
{\displaystyle z=\sum _{i=1}^{k}c_{i}f_{-i}} mit {\displaystyle c_{i}\in \{0,1\}} und {\displaystyle c_{i}c_{i+1}=0} für alle {\displaystyle i}.
Beispiele:
| {\displaystyle n} | negaFibonacci-Darstellung | negaFibonacci-Darstellung                     | Binärziffern |
| ----------------- | ------------------------- | --------------------------------------------- | ------------ |
| 24                | = 1 + (–3) + (–8) + 34    | = {\displaystyle f_{-1}+f_{-4}+f_{-6}+f_{-9}} | 100101001    |
| 12                | = (–1) + 13               | = {\displaystyle f_{-2}+f_{-7}}               | 0100001      |
| 4                 | = (–1) + 5                | = {\displaystyle f_{-2}+f_{-5}}               | 01001        |
| 3                 | = 1 + 2                   | = {\displaystyle f_{-1}+f_{-3}}               | 101          |
| 2                 |                           | = {\displaystyle f_{-3}}                      | 001          |
| 1                 |                           | = {\displaystyle f_{-1}}                      | 1            |
| 0                 |                           | = (leere Summe)                               | Ø            |
| –1                |                           | = {\displaystyle f_{-2}}                      | 01           |
| –2                | = 1 + (–3)                | = {\displaystyle f_{-1}+f_{-4}}               | 1001         |
| –3                |                           | = {\displaystyle f_{-4}}                      | 0001         |
| –4                | = (–1) + (–3)             | = {\displaystyle f_{-2}+f_{-4}}               | 0101         |
| –5                | = 1 + 2 + (–8)            | = {\displaystyle f_{-1}+f_{-3}+f_{-6}}        | 101001       |
| –11               | = (–3) + (–8)             | = {\displaystyle f_{-4}+f_{-6}}               | 000101       |
| –43               | = (–1) + 13 + (–55)       | = {\displaystyle f_{-2}+f_{-7}+f_{-10}}       | 0100001001   |
Bei positiven ganzen Zahlen haben die Darstellungen ungerade Stellenzahl und bei negativen gerade.
Wie bei der Zeckendorf-Darstellung gibt es keine 2 Einsen hintereinander. Alle Darstellungen außer der der {\displaystyle 0} enden in einer Eins. Das Anhängen einer Eins als Komma macht aus den Bitketten der negaFibonacci-Darstellung einen Präfixkode für ganz {\displaystyle \mathbb {Z} \!\setminus \!\{0\}.}
Für den Fall, dass auch die {\displaystyle 0} zu kodieren ist, kann man die reversible Umrechnung
{\displaystyle \mathbb {Z} \to \mathbb {Z} \!\setminus \!\{0\},\quad z\mapsto {\begin{cases}z,&{\text{ wenn }}z>0\\z-1,&{\text{ wenn }}z\leq 0\end{cases}}}
zwischenschalten.
Wenn aber ohnehin umgerechnet wird, kann man auch gleich
{\displaystyle \mathbb {Z} \to \mathbb {N} ,\qquad z\mapsto {\begin{cases}\;\;2z,&{\text{ wenn }}z>0\\-2z+1,&{\text{ wenn }}z\leq 0\end{cases}}}
und die Fibonacci-Kodierung nehmen.